# Église Saint-Antoine de Lizine
Pour les articles homonymes, voir Église Saint-Antoine et Saint-Antoine.
L’église Saint-Antoine de Lizine est une église, protégée des monuments historiques, située à Lizine dans le département français du Doubs. Elle possède un riche mobilier dont certains éléments sont l'œuvre du sculpteur Auguste Fauconnet.

## Histoire
Une première église romane est datée du XIVe ou XVe siècle dont le seul vestige de cette époque est le clocher-porche. Le corps de l'église est reconstruit vers 1740.
La totalité de l'église est inscrite au titre des monuments historiques depuis le  29 juin 1978

## Rattachement
L'église fait partie de la paroisse du « Plateau d'Amancey  » (Amancey) qui est rattachée au diocèse de Besançon.

## Architecture
Le corps de l'église forme une croix latine. Le clocher-porche est de section carrée, percé de meurtrières et possède au dernier étage des fenêtres géminées et cintrées séparées par un pilier carré orné avec chapiteau.

## Mobilier
L'église Saint-Antoine possède un mobilier « flamboyant » qui contraste avec l'austérité extérieure du bâtiment. Certains éléments sont remarquables.
Parmi les plus notables :
- Une chaire à prêcher en chêne taillé, datée de 1770, œuvre d'Auguste Fauconnet. Les évangélistes sont sculptés sur les panneaux de la cuve[1]. Elle est classée à titre objet au titre des monuments historiques depuis le 30 novembre 1908[5]
- Les fonts baptismaux en bois taillé, datés de 1770, œuvre d'Auguste Fauconnet, classés à titre objet au titre des monuments historiques depuis le 22 mars 1910[6]
- Un panneau sculpté du baptême du Christ en bois taillé, du XVIIe siècle, classé à titre objet au titre des monuments historiques depuis le 20 décembre 1916[7]
- Une Vierge à l'enfant en bois doré, du XVIe siècle, classée à titre objet au titre des monuments historiques depuis le 27 juin 1962[8]
- Le maître-autel et son retable en bois taillé et doré, du XVIIIe siècle. Il est composé de trois corps et fronton à tête d’ange, divisé et soutenu par six colonnes cannelées et sur les flancs deux niches contenant les statues de deux saints évêques[1]. L'ensemble est classé à titre objet au titre des monuments historiques depuis le 23 novembre 1966[9]
- Le retable de la Vierge en bois taillé et doré, du XVIIIe siècle, classé à titre objet au titre des monuments historiques depuis le 23 novembre 1966[10]
- Le retable de l'autel secondaire en bois taillé et doré, du XVIIIe siècle, inscrit à titre objet au titre des monuments historiques depuis le 5 septembre 1991[11]

## Galerie

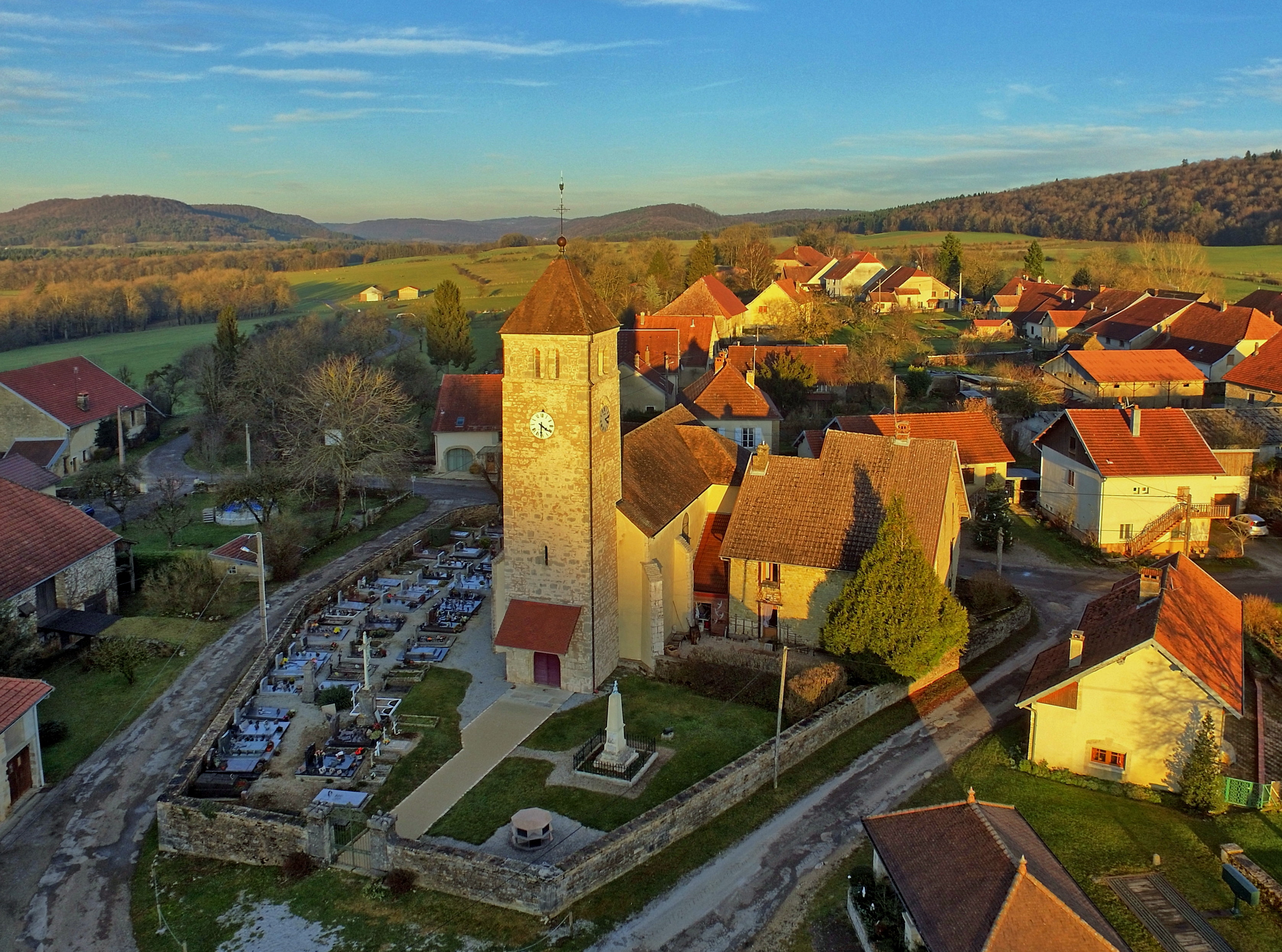
Vue aérienne de l'église.
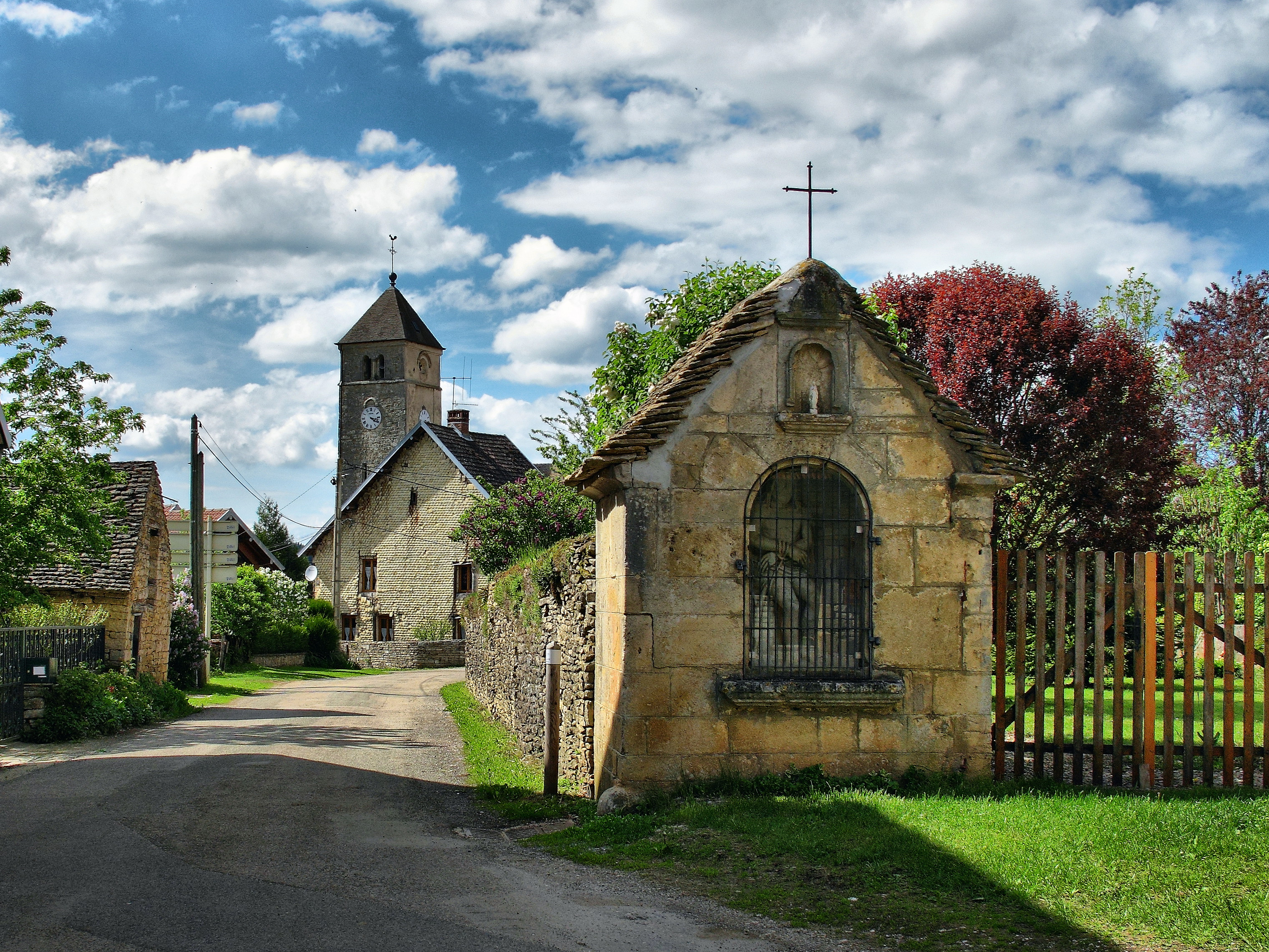
L'église Saint-Antoine en arrière-plan